# Niclas Budeén
Niclas Budeén, född 1683, död 29 september 1725 i Västerviks församling, Kalmar län, var en svensk borgmästare.

## Biografi
Niclas Budeén föddes 1683. Han blev 1712 borgmästare och postmästare i Vimmerby rådhusrätt. Budeén var ledamot av riksdagen 1719 och blev samma år borgmästare i Västerviks rådhusrätt. Budeén avled 1725 i Västerviks församling.

### Familj
Budeén gifte sig 1712 med Brita Helena Nyman. Hon var dotter till justitieborgmästaren Mårten Nyman och Anna Prytz i Stockholm.